# Мартьянов, Олег Викторович
Олег Викторович Мартьянов (родился 28 декабря 1960 года в Казани) — полковник ВС России, первый командир Сил специальных операций Российской Федерации в 2009—2013 годах, действующий член коллегии Военно-промышленной комиссии Российской Федерации; кандидат технических наук.

## Биография

### Воинская служба
Родился 28 декабря 1960 года в Казани в семье военнослужащего. Окончил среднюю школу № 122 с углублённым изучением английского языка и Рязанское высшее воздушно-десантное командное училище (1982 год). Два года служил в 4-й отдельной бригаде специального назначения (Вильянди, Эстонская ССР, Прибалтийский военный округ), с сентября 1984 года по октябрь 1986 год — в командировке в Афганистане; командир группы и роты в 154-м отдельном отряде специального назначения (Джелалабад). За время службы в Афганистане был легко ранен; до августа 1989 года командовал ротой специального назначения в 24-й отдельной бригаде специального назначения (Забайкальский военный округ).
В 1992 году окончил с отличием Военную академию имени М. В. Фрунзе. До 1999 года проходил службу командиром отряда специального назначения, начальником оперативного отделения и начальником штаба в отдельных бригадах Сибирского и Северо-Кавказского военных округов. Участник боёв в Чечне, до 2009 года служил в ГРУ. В 2009—2013 годах — первый командир Сил специальных операций Вооружённых сил Российской Федерации. Защитил кандидатскую диссертацию в 2010 году (кандидат технических наук).

### Государственная служба
В 2013 году по приглашению заместителя Председателя Правительства России Д. О. Рогозина назначен членом коллегии Военно-промышленной комиссии Российской Федерации. Участвует в разработке боевой экипировки и оружия для ССО. Член совета директоров Союза российских оружейников с 2013 года.
В 2016 году упоминался как глава Межведомственной рабочей группы по перспективной боевой экипировке при коллегии ВПК.

### Награды
Отмечен следующими наградами:
- Орден Красной Звезды (1985)
- Орден Красного Знамени (1986)
- Орден Мужества (1996, 2000)
- Орден «За военные заслуги» (2000)
- Орден Почёта (2007)
- Премия Правительства Российской Федерации в области науки и техники (2008)
- Заслуженный военный специалист Российской Федерации (2012)

### Личная жизнь
Увлекается практической стрельбой, член Федерации практической стрельбы России.